# Queensland Country
Maillots
Dernière mise à jour : 25 octobre 2014.
Queensland Country est une franchise professionnelle australienne de rugby à XV, située dans le Queensland, qui évolue dans le National Rugby Championship.

## Histoire
La franchise est l'héritière des East Coast Aces, qui participa à l'Australian Rugby Championship en 2007. Les East Coast Aces s'appuyaient sur les joueurs issus des clubs situés au sud de la Brisbane, la rivière qui sépare la ville en deux : Easts Tigers, Souths, Sunnybank et Gold Coast Breakers. Elle peut aussi sélectionner des joueurs des Queensland Country Heelers, équipe espoir évoluant dans le Australian Rugby Shield. Leurs joueurs peuvent être sélectionnés par les Queensland Reds qui évoluent notamment dans le Super 14. Leurs rivaux locaux étaient les Ballymore Tornadoes. Lors de l'unique saison de l'Australian Rugby Championship, le club termina à la dernière place.
En décembre 2013, la fédération australienne de rugby décida la création d'une compétition entre le rugby des clubs et le Super Rugby. La fédération du Queensland (Queensland Rugby Union) proposa, avec le soutien de ses clubs, de chapeauter deux franchises, l'une représentant la capitale Brisbane (Brisbane City), l'autre représentant le reste de l'État (Queensland Country). Les deux équipes ont pu bénéficier des installations de la fédération.
Le sponsor principal de la première saison a été l'université Bond. 

Logo des East Coast Aces 2007

## Stade
Les Aces jouaient au Carrara Stadium, qui accueille surtout des matches de rugby à XIII et de football australien. Queensland Country joue dans plusieurs stades : le stade l'université Bond, le Cbus Super Stadium de Gold Coast, le Mike Carney Toyota Park de Townsville, et Ballymore Stadium à Brisbane. 

## Joueurs célèbres
- Quade Cooper (EC Aces)
- James Slipper
- Saia Fainga'a
- Greg Holmes
- Beau Robinson
- Anthony Fainga'a
- Rob Simmons